# Brothers in Arms (album)
Brothers in Arms là album thứ năm của ban nhạc rock Dire Straits đến từ Vương quốc Anh, phát hành vào năm 1985. Đó là một trong những album đầu tiên phát hành bằng dưới dạng đĩa CD, nhưng nó đồng thời cũng được phát hành dưới dạng đĩa vinyl và dạng băng cassette. Album này đã được bán trên 25 triệu bản trên khắp thế giới. "Brothers in Arms" và "Love over gold" là 2 trong 50 album được bình chọn hay nhất của mọi thời đại. Tiếng đàn ghi ta ở "Brothers in Arms" rất uyển chuyển, nhẹ nhàng và sâu lắng, còn phần lời cô đọng nhưng tràn đầy cảm xúc. Có lẽ ở Việt Nam, ca khúc này cũng là ca khúc được không những người nghe nhạc rock mà nghe nhạc pop cũng yêu thích nó. Chỉ riêng với ca khúc này, Dire Straits đã có hơn 200 buổi trình diễn, kéo dài khoảng 1 năm trên khắp thế giới và khi chuyến lưu diễn kết thúc, Mark Knopfler cũng tuyên bố giải tán nhóm. Có lẽ do anh đã quá mệt mỏi với vinh quang.

## Danh sách các bài trong album
(các bài đều do Mark Knopfler sáng tác, ngoại trừ một số phần đã có ghi chú)
1. "So Far Away" – 5:12
2. "Money for Nothing" (Knopfler, Sting) – 8:25
3. "Walk of Life" – 4:12
4. "Your Latest Trick" – 3:33
5. "Why Worry" – 5:31
6. "Ride Across the River" – 4:58
7. "The Man's Too Strong" – 4:40
8. "One World" – 3:40
9. "Brothers in Arms" – 3:55

## Tham gia
- Mark Knopfler - ghi ta, hát
- Michael Brecker - saxophone
- Randy Brecker - kèn horn
- Alan Clark - keyboard
- Malcolm Duncan - saxophone têno
- Guy Fletcher - keyboard, hát
- Omar Hakim - trống
- John Illsley - guitar bass, hát
- Neil Jason - ghi ta bass
- Tony Levin - ghi ta bass
- Jimmy Maelen - bộ gõ
- Mike Mainieri - hát đệm
- Dave Plews - kèn horn
- Jack Sonni - ghi ta
- Sting - hát trong bài "Money for Nothing"
- Terry Williams - trống

## Sản xuất
- Kỹ thuật: Neil Dorfsman
- Trợ lý: Steve Jackson, Bruce Lampcov
- Điều phối viên dự án: Jo Motta
- Thiết kế: Sutton Cooper
- Artwork: Thomas Steyer
- Thiết kế bìa: Sutton Cooper
- Chụp ảnh: Deborah Feingold

## Thông tin bên lề
- Đây là album đầu tiên đã bán được 1 triệu bản dưới dạng đĩa CD.
- Tiêu đề của bài hát đã được sử dụng ở 2 sê ri kênh truyền hình Bắc Mỹ: vở hài kịch của Canada Due South và vở kịch mang tính chính trị của Mỹ The West Wing.
- "Brothers in Arms" đã được sử dụng trong phần thứ 25 của Miami Vice.
- "Brothers in Arms" cũng được sử dụng làm nền nhjac của bộ phim Spy Game, Brad Pitt và Robert Redford thủ vai chính. Bài hát được sử dụng trong cảnh nhân vật do Pitt đóng đã xuống tàu ở Đức, gặp nhân vật do Redford đóng và vợ anh ta.

## Vị trí bình bầu trong các bảng xếp hạng
Album - Tạp chí Billboard (Bắc Mỹ)
| Năm  | Bảng          | Vị trí |
| ---- | ------------- | ------ |
| 1985 | Billboard 200 | 1      |

Đĩa đơn - Billboard (Bắc Mỹ)
| Năm  | Đĩa đơn                 | Bảng               | Vị trí |
| ---- | ----------------------- | ------------------ | ------ |
| 1985 | "Money for Nothing"     | Mainstream Rock    | 1      |
| 1985 | "Money for Nothing"     | Billboard Hot 100  | 1      |
| 1985 | "One World"             | Mainstream Rock    | 8      |
| 1985 | "So Far Away"           | Mainstream Rock    | 29     |
| 1985 | "Walk of Life"          | Adult Contemporary | 4      |
| 1985 | "Walk of Life"          | Mainstream Rock    | 6      |
| 1985 | "Walk of Life"          | Billboard Hot 100  | 7      |
| 1986 | "Ride Across the River" | Mainstream Rock    | 21     |
| 1986 | "So Far Away"           | Adult Contemporary | 3      |
| 1986 | "So Far Away"           | Billboard Hot 100  | 19     |

## Giải thưởng
Giải Grammy
| Năm  | Bài               | Thể loại                                          |
| ---- | ----------------- | ------------------------------------------------- |
| 1985 | Brothers in Arms  | Giải Grammy cho bản thu âm hay nhất, phi cổ điển. |
| 1985 | Money for Nothing | Giải Grammy cho sự trình diễn nhạc rock hay nhất. |